# Eliodoro Degara
Eliodoro Degara, též Eliodoro Degara da Tiarno di Sotto (14. února 1818 Tiarno di Sotto – 31. října 1888) byl rakouský římskokatolický duchovní a politik italské národnosti z Tyrolska, v 2. polovině 19. století poslanec Říšské rady.

## Biografie
Studoval v Innsbrucku a byl vysvěcen na kněze. Působil pak na různých farnostech, v 60. letech v obci Lizzana nedaleko Rovereda. 4. dubna 1866 ho arcibiskup tridentský jmenoval proboštem kolegiátní kapituly v Arcu. V této obci působil jako farář a školský inspektor.
Byl aktivní i v politice. Roku 1867 usedl na Tyrolský zemský sněm jako jeden ze čtyř virilistů z řad katolické hierarchie. Zemský sněm ho následně roku 1867 vybral i do Říšské rady (tehdy ještě volené nepřímo) za Tyrolsko. Opětovně byl sněmem do Říšské rady delegován v roce 1871, za kurii biskupové, preláti, univerzity, šlechta a velkostatkáři v Tyrolsku. Rezignace na mandát byla oznámena na schůzi 1. dubna 1873 (stenografické záznamy přitom neříkají, zda předtím vůbec složil slib).